# Hon får
Hon får släpptes i juni 1993, och var första singeln från Dia Psalmas debutalbum Gryningstid.
Sångtexten tar upp ämnet incest, och innehåller även en referens till bönen Gud, som haver barnen kär. Missförhållanden som flickors och kvinnors utsatthet gentemot vissa män var ett relativt vanligt tema inom det tidiga 1990-talets populärkultur.

## Listplaceringar
| Lista (1993) | Placering |
| ------------ | --------- |
| Sverige      | 19        |

### Fotnoter
1. ↑  ”Hon får”. Svensk mediedatabas. Juni 1993. https://smdb.kb.se/catalog/id/001503382. Läst 27 juli 2019.
2. ↑  ”Gryningstid”. Svensk mediedatabas. Februari 1994. https://smdb.kb.se/catalog/id/001504696. Läst 27 juli 2019.
3. ↑  Tomac Barin Jansson (13 januari 2011). ”Hade jag varit kvinna hade du legat jävligt risigt till” (på svenska). Lunds universitet:  s. 14. http://lup.lub.lu.se/luur/download?func=downloadFile&recordOId=1766088&fileOId=1766108. Läst 27 juli 2019.
4. ↑  ”Hon får”. Swedishcharts. 11 mars 1993. https://swedishcharts.com/showitem.asp?interpret=Dia+Psalma&titel=Hon+f%E5r%2E%2E%2E&cat=s. Läst 27 juli 2019.